# Terminator Genisys
Terminator Genisys (no Brasil: O Exterminador do Futuro: Gênesis; em Portugal: Exterminador: Genisys) é um filme americano de 2015, uma ficção científica dirigido por Alan Taylor e escrito por Laeta Kalogridis e Patrick Lussier. É o quinto filme da série O Exterminador do Futuro. Arnold Schwarzenegger retorna no papel principal de O Exterminador. No elenco há ainda Emilia Clarke, Jason Clarke, Jai Courtney, Dayo Okeniyi, Byung-hun Lee, Matt Smith e JK Simmons. O filme foi lançado pela Paramount Pictures em 01 de julho de 2015 nos Estados Unidos e em 02 de julho de 2015 no Brasil.

## Enredo
Em 2029, John Connor (Jason Clarke) envia Kyle Reese (Jai Courtney) de volta a 1984 para proteger Sarah Connor (Emilia Clarke) da Skynet. Lá, Kyle descobre que Sarah já está sendo protegida pelo Guardião (Arnold Schwarzenegger), um T-800 reprogramado.
Eles viajam para 2017 para impedir o "Gênesis" (Skynet), onde descobrem que John se tornou um T-3000, transformado pela Skynet (Matt Smith).
O trio destrói a Cyberdyne Systems, e o Guardião, após um confronto com o T-3000, é aprimorado e sobrevive. Eles impedem o Gênesis, instruem o jovem Kyle e partem, mas o núcleo do Gênesis sobrevive.

## Elenco
| Personagem        | Atores e Atrizes      |
| ----------------- | --------------------- |
| Terminator        | Arnold Schwarzenegger |
| John Connor       | Jason Clarke          |
| Sarah Connor      | Emilia Clarke         |
| Kyle Reese        | Jai Courtney          |
| O'Brien           | J.K. Simmons          |
| Danny Dyson       | Dayo Okeniyi          |
| Alex              | Matt Smith            |
| T-1000            | Byung-hun Lee         |
| Courtney B. Vance | Miles Dyson           |
| Tenente Matias    | Michael Gladis        |
| Detetive Harding  | Gregory Alan Williams |

## Produção
Era previsto para que O Exterminador do Futuro: Salvação fosse o início de uma nova trilogia. No entanto, a produção de um quinto filme foi interrompido por problemas legais.
No final de setembro de 2009, os direitos sobre a franquia foram novamente colocados à venda pela detentora  The Halcyon Company. A empresa buscava sair da concordata e resolveu no final de mês seguinte leiloar os direitos da franquia e buscava arrecadar entre $60 milhões à $70 milhões. No entanto, apenas o  cineasta Joss Whedon fez uma oferta, no valor de US$ 10.000.
Em dezembro de 2009, a Halcyon anunciou que estava considerando vender ou refinanciar os direitos sobre a franquia. O anúncio definitivo veio em 1 de Fevereiro de 2010. Em 8 de fevereiro de 2010, um leilão foi realizado para a venda dos direitos de O Exterminador do Futuro. Após os estúdios da Sony Pictures e Lions Gate darem lances separadamente, a Pacificor, o fundo que levou a Halcyon à falência, fez um acordo de compra no valor de $29,5 milhões. E em maio de 2010, contratou uma agência para vender os direitos da franquia.
Em agosto de 2010, um novo filme Terminator estava sendo desenvolvido, mas não era para ser uma seqüência direta de Salvação. Seria um reboot em animação 3D da série, intitulada Terminator 3000, desenvolvido pela Hannover House. No entanto a Pacificor não tinha dado qualquer licença oficial para a Hannover House desenvolver um filme. Em fevereiro de 2011, a Universal Studios anunciou um quinto filme Exterminador do Futuro, com Arnold Schwarzenegger retornando ao papel-título, Justin Lin como diretor e Chris Morgan como roteirista.
Em maio de 2011, Megan Ellison e sua produtora Annapurna Pictures comprou os direitos em leilão para fazer pelo menos mais dois filmes do Exterminador, incluindo Terminator 5 e em 4 de dezembro de 2012, o acordo foi finalmente fechado, com possibilidade de incluírem projetos de TV e jogos eletrônicos. O irmão de Megan, David Ellison, e outros da Skydance Productions assinaram par co-produzir o filme. Lin tinha abandonado o projeto devido a seu envolvimento em Fast & Furious 6. Dois roteiristas - Laeta Kalogridis de Shutter Island e Patrick Lussier de Drive Angry – foram contratados para escreverem o roteiro em janeiro de 2013. Kalogridis e Lussier queriam abandonar o projeto mas foram convencidos por James Cameron.
Paramount Pictures, que fora a financiadora e distribuidora do negócio com a Skydance, foi confirmada como a distribuidora em junho de 2013, quando foi anunciado o lançamento para 26 de junho de 2015. Rian Johnson, Denis Villeneuve e Ang Lee foram contatados para a direção no lugar de Lin, mas posteriormente o diretor de Thor: The Dark World, Alan Taylor acabou por ser recrutado em setembro de 2013. Em janeiro de 2014, Megan Ellison anunciou que sua produtora não iria financiar o filme. Em seguida, Skydance e Paramount deveriam providenciar fundos, apesar de Megan ficar com os créditos da produção executiva.
Após ela adquirir os diretos da franquia, Megan Ellison perguntou a James Cameron sobre o novo filme. Cameron mais tarde teve muitos encontros com David Ellison, quando foi discutido o papel de Schwarzenegger e como ele ficaria como o original T-800. Em 6 de agosto de 2014, Schwarzenegger colocou uma imagem em seu Twitter dele mesmo sentado na cadeira de produtor. A imagem revelou o título do filme:Terminator Genisys.

## Recepção
O filme teve recepção variada pela crítica especializada. Enquanto alguns críticos elogiavam o visual, ritmo, direção, e algumas atuações (Em especial, Arnold Schwarzenegger e Emilia Clarke), outros porém, criticaram a narrativa.
- O site de cinema estadunidense Rotten Tomatoes deu uma porcentagem de 27% em 179 análises, enquanto o também site estadunidense IMDb deu-lhe uma nota 7,1.
- O diretor James Cameron, que criou, roteirizou e dirigiu os dois primeiros filmes da franquia, afirmou que este filme, torna o enredo de Terminator 3: Rise of the Machines e Terminator Salvation, totalmente descartáveis, e afirmando: "Sinto que a franquia foi revigorada, como um renascimento."[14], afirmando que, pra ele, esse sim, é o terceiro filme da franquia, e afirmou: "Se você gosta dos dois primeiros filmes, irá gostar desse também.".
- O site de cinema brasileiro AdoroCinema deu-lhe uma cotação três de cinco estrelas. O crítico Francisco Russo disse que " fica claro o quanto este novo filme se aproveita de cenas e falas icônicas de O Exterminador do Futuro e O Exterminador do Futuro 2. Não é exagero dizer que Gênesis seja uma grande recauchutagem de ideias já vistas que, por mais que seja conduzida de forma habilidosa pelo roteiro, pouco traz de realmente novo à franquia. Apesar disto, ainda assim este novo episódio diverte. Em parte pelas adaptações à cronologia clássica, coerentes dentro desta nova realidade e que apontam um rumo alternativo à saga, mas também por explorar bem elementos que já deram certo. (...) Por mais que tenha como grande pecado a ausência de originalidade, Gênesis traz consigo qualidades que compensam, em parte, o fato de simplesmente se aproveitar do que já foi feito". E conclui dizendo que "Longe de ter a mesma qualidade dos dois primeiros filmes (...), ainda assim consegue entreter e apontar caminhos para uma franquia que, até então, aparentava não ter muito para onde ir".[15]
- O também site brasileiro Omelete deu uma cotação três de cinco "ovos" e o crítico Érico Borgo disse que o filme "é curiosamente ao mesmo tempo inovador e tradicionalista ao empregar como premissa um elemento fundamental, mas inteiramente inexplorado da franquia (...). O filme, o quinto da série, pela primeira vez mostra a viagem no tempo além do clarão azulado que conhecemos desde o longa de 1984 (...). O recurso da ficção científica é empregado para criar algo que é um híbrido de reinício e refilmagem, já que aproveita partes do longa original, regravadas, mas com alterações significativas". Porém, faz uma ressalva: "Lamentavelmente, porém, a decisão da Paramount Pictures de revelar a reviravolta principal do filme em trailers e até no cartaz é bastante prejudicial ao filme. Seria uma surpresa marcante essa descoberta durante o longa, algo que o tornaria muito mais interessante. Há outra reviravolta na história, mas ela não tem o mesmo peso e está ali para justificar a continuação - já planejada". E conclui dizendo que "Ao final, O Exterminador do Futuro: Gênesis resulta em um produto razoável por conseguir repaginar a franquia dentro de seus conceitos, mas fica a certeza de que um diretor com mais peso poderia ter dado mais personalidade e impacto ao filme. A franquia pode estar velha, mas para que não fique obsoleta precisa oferecer algo a mais que carros capotando, vilões saindo do fogo, helicópteros em CGI esquisita e repetições de fórmulas consagradas".[16]
- Outro site brasileiro de cinema, o Observatório do Cinema, publicou duas críticas do filme. Em uma, o crítico Roberto Bueno Mendes deu uma cotação cinco de cinco estrelas e disse que "o roteiro de Laeta Kalogridis e Patrick Lussier e a direção de Alan Taylor (...) conseguem ordenar as diversas linhas de tempo de forma clara, mas sem revelar totalmente todos os mistérios. Deixa, portanto, bons ganchos e boas perguntas para serem respondidos pelos possíveis próximos filmes. (...) O roteiro de Kalogridis e Lussier está cheio de referências aos quatro filmes anteriores, (...). O ritmo, como o de todo bom blockbuster norte-americano, é muito veloz. Os roteiristas, basicamente, pegaram os personagens principais – John, Sarah, Kyle e o exterminador – e as premissas do roteiro original e fizeram um upgrade". E acrescenta que "(...) o filme lhe envolve completamente. Todos os elementos conseguem satisfazê-lo. Nenhum deles é novidade, se os compararmos aos de outros filmes dos Estados Unidos. Mas todos os aspectos foram muito bem cuidados: desde a trilha sonora até os efeitos especiais, passando por caracterização e figurino".[17]
- Já o outro crítico do Observatório do Cinema, João Carlos Correia, deu uma cotação dois e meio de cinco estrelas e disse que o principal problema no filme são "o excesso de novas informações que confundem a história a ponto de os personagens terem que ficarem explicando o tempo todo sobre viagens no tempo, realidade alternativa, etc. Essas novas informações não só bagunçaram como distorceram o roteiro e ideia originais (...).  Transformar John Connor em vilão após quatro filmes no qual era tido como líder e salvador da humanidade foi uma péssima ideia". Porém, ressalta que "o filme tem suas qualidades. Os bons efeitos especiais (...); a direção correta de Alan Taylor (...); o humor com “Pops” tentando parecer mais humano (...); o uso das frases-clichês (...). Boas cenas de ação e, principalmente, a atuação de Emilia Clarke". Acrescenta que "Também é digna de nota a crítica que o filme faz à dependência que as pessoas têm da tecnologia atual com uso obsessivo de computadores, celulares, tablets, entre outros equipamentos". E conclui: "O filme, em si, não é ruim, mas também não é melhor do que as dezenas de filmes de aventuras que Hollywood lança todos os anos nas salas de exibições ao redor do mundo. Pode ser visto como uma boa diversão no fim-de-semana, mas assistir uma segunda vez vai ser chato".[18]

## Série cancelada e reboot
Em dezembro de 2013, The Hollywood Reporter informou que uma série de televisão estava sendo produzida, o que seria ligada a uma nova trilogia do Terminator. Em 5 de setembro de 2014 a Paramount anunciou que o Terminator Genisys seria o primeiro filme em uma nova trilogia autônoma, com duas sequências programadas para serem lançadas em 19 de maio de 2017 e 29 de junho de 2018. Em 24 de fevereiro de 2015, Schwarzenegger revelou que ele retornaria para a primeira sequência. Ao promover a Genisys em Berlim em junho de 2015, David Ellison e Dana Goldberg, respectivamente, CEO a diretora de operações da Skydance, disseram que a série de TV spin-off ainda estava em desenvolvimento.
Em 26 de julho, The Hollywood Reporter disse que a Paramount e a Skydance se recusariam a comentar o status da sequência e da série de TV, embora fosse levado em consideração. No dia 22 de setembro, o site Deadline.com revelou que o filme não conseguiu obter US$150 milhões na China para acelerar uma sequência.
Em 1 de outubro, The Hollywood Reporter disse que as sequências e o spin-off televisivos eram indefinidos porque o Terminator Genisys não conseguiu se equilibrar. Em 6 de outubro, Goldberg disse que "não [a franquia] está interrompida, [mas] sendo reajustada". De acordo com Goldberg, apesar do decepcionante desempenho doméstico da Genisys, a empresa ficou feliz com seus números mundiais e ainda pretendia fazer novos filmes e as séries de TV. A produção de uma sequela começaria não antes de 2016 porque a empresa planejava pesquisa de mercado para determinar sua direção após a Genisys.
Em janeiro de 2016, a Paramount anunciou que a sequência foi removida de seu cronograma de lançamentos. Em abril de 2016, Emilia Clarke disse que não retornaria para nenhuma sequência. Em 20 de janeiro de 2017, Deadline informou que James Cameron, que recuperou os direitos cinematográficos da franquia em 2019, produzirá o próximo filme da Terminator, que deveria ser um reboot e conclusão da franquia. David Ellison de Skydance continua envolvido e está procurando um escritor entre os autores de ficção científica com a intenção de que Tim Miller o dirija. O autor do artigo descreve o filme como um reboot, sugerindo que o enredo de Terminator Genisys foi descartado.
Em março de 2017, New York Daily News informou que o estúdio escolheu que ficará com os papéis Schwarzenegger e Emilia Clarke, já que a sequela de Genisys foi removida do cronograma de lançamento do estúdio. Em 21 de março de 2017, David Ellison foi citado pela Collider dizendo que haverá um anúncio sobre o futuro da franquia antes do final do ano, e vai ser em uma direção que irá fornecer "a continuação do que os fãs realmente desejam desde T2". Em 3 de abril de 2017, Schwarzenegger disse que está ansioso para estar em outro filme da Terminator, e há negociações para outro estúdio para pegar a franquia da Paramount e Cameron, mas não pode dar detalhes antes do anúncio. Em maio de 2017, Schwarzenegger confirmou que ele aparecerá no próximo filme do Terminator, com Cameron supervisionando a produção.  Em julho de 2017, Cameron disse que está trabalhando com Ellison para criar uma trilogia de filmes e supervisioná-lo. A intenção é que Schwarzenegger esteja envolvido até certo ponto, mas também apresente novos personagens e "passe o bastão". Schwarzenegger foi mais tarde confirmado que estava retomando seu papel como William Candy das cenas excluídas do Terminator 3: Rise of the Machines, a base humana para o T-800, bem como retomando seu papel como o T-800. Em 12 de setembro de 2017, a Skydance Pictures confirmou que Miller será o diretoor do novo filme do Terminator. Em 19 de setembro de 2017, foi anunciado que Linda Hamilton voltará a retomar seu papel como Sarah Connor dos dois primeiros filmes da Terminator, em substituição de Emilia Clarke, que retratou o mesmo personagem em uma idade mais jovem. Uma sala de escritores com David S. Goyer, Charles H. Eglee e Josh Friedman foi criada para criar a história da trilogia sob a supervisão de Cameron e Miller. A produção procura lançar uma mulher de um ano de 18 a 20 anos para ser a nova peça central da história.

## Ligações Externas
- Terminator Genisys. no IMDb.
- «Terminator: Genesis» (em inglês) no Rotten Tomatoes
- Terminator: Genesis no AdoroCinema